# Он, она и я
«Он, она и я» — российская кинодрама режиссёра Константина Худякова. Премьера состоялась 1 февраля 2007 года.

## Сюжет
Обаятельный красавец Денис Ганин, популярный телеведущий, впервые в жизни пережив сердечный приступ, приходит в себя в элитной частной клинике.
Врачи кладут Дениса в палату к умирающему олигарху Дмитрию Белявскому. Их знакомство длится десять дней, за которые Ганин успевает привязаться к Белявскому, оказавшемуся душевным и благородным человеком. Денис знакомится с женой и детьми Дмитрия, участвует в решении семейных проблем. Общительный и яркий, но при этом тактичный и очень деликатный, он успевает стать практически «другом дома».
В конце концов выясняется, что Дмитрий, всё знающий о своём безнадёжном состоянии, сам попросил положить кого-нибудь на соседнюю койку. Белявскому нужен не только собеседник, способный скрасить последние оставшиеся ему дни. На самом деле Дмитрию нужен душеприказчик, помощник и единомышленник в очень щекотливой ситуации. Олигарх рассказывает Ганину о своей жизни и «завещает» ему Машу Арсеньеву, девушку, которую он когда-то спас и которая подарила Дмитрию его последнюю — и в каком-то смысле первую настоящую — любовь.
Маша, любящая Дмитрия, ждущая от него ребёнка, не может и не хочет жить без любимого и всерьёз собирается покончить с собой, она даже прямо говорит об этом Белявскому. Но в виде цитаты из Мопассана на языке оригинала — Дмитрию интересно, как продвигаются её уроки. Олигарх не говорит по-французски, он просто наслаждается звучанием красивого языка из уст любимой женщины. Но Денис, к сожалению, говорит и всё понимает, после ухода Маши он не может скрыть ужас и переводит соседу её так изящно прозвучавшую непонятную фразу.
И теперь на него ложится непосильный душевный груз, тяжелейший моральный долг, последняя просьба умирающего друга: вернуть Машу к жизни.

## В ролях
| Актёр                 | Роль                           |
| --------------------- | ------------------------------ |
| Иван Ургант           | Денис Ганин                    |
| Александр Галибин     | Дмитрий Белявский              |
| Екатерина Гусева      | Маша Арсеньева                 |
| Елена Бутенко-Райкина | Татьяна Белявская жена Дмитрия |
| Юрий Беляев           | главный врач                   |
| Юлия Рутберг          | Анна старшая медсестра         |
| Елена Великанова      | медсестра                      |
| Полина Райкина        | Саша                           |
| Игорь Шмаков          | курьер                         |

## Съёмочная группа
- Режиссёр — Константин Худяков
- Автор сценария — Татьяна Палей
- Продюсер — Сергей Сендык
- Оператор — Кирилл Сперанский
- Художник-постановщик — Сергей Филенко
- Композитор — Роман Львович

## Отзывы критиков и зрительская реакция
Фильм в целом получил неблагоприятные отзывы от кинокритиков. Наиболее серьёзные претензии предъявляются к сюжету ленты, снятой по сценарию Татьяны Палей: его оценивают как анахронический (Глеб Борисов, «Time Out Москва»), банальный и претенциозный (Татьяна Лобусова, NewsInfo) и полный мелких и крупных логических неувязок и провисаний — от несоответствия образа Ветрова, которого в силу инфантилизма должа привлекать «женщина-мать», возложенной на него задаче спасти «женщину-ребёнка», до палаты «на двоих» в элитном медицинском комплексе и пропадающего из неё между соседними сценами огромного букета лилий (Ольга Шервуд, ЮГА). Неубедительно выглядят как сами главные герои, так и их поступки. Положительную оценку сюжет получил лишь от обозревательницы «Московского комсомольца» Ольги Стерховой, которая, признавая его «незамысловатость», в то же время видит в этом стиль фильмов советской эпохи и пишет, что «фирменная худяковская философичность и некоторая лиричность придают ему тонкое очарование».
Неоднозначно оценена актёрская игра: хотя в фильме подобран именитый исполнительский коллектив, по мнению О. Шервуд, все актёры в этом ансамбле «играют каждый одну ноту. Как трубы в роговом оркестре», что характерно и для игры Алисы Фрейндлих в предыдущей картине Худякова «На Верхней Масловке». В то же время Т. Лобусова полагает, что актёрам в какой-то мере удалось превозмочь «претенциозность текстов, соблазн ужимок в предложенных режиссёром квази-психологических метаниях».
В дебютный уик-энд в России фильм вышел на 80 экранах и собрал 3,7 млн рублей — восьмой показатель уик-энда в общей сложности и пятый по сборам на копию. К середине марта лента собрала в прокате 7,2 млн рублей, её посмотрели 54 тысячи зрителей. На портале IMDb фильм оценен зрителями в 5,5 баллов из 10 возможных.